# Rudy Van Gelder
Rudy Van Gelder (2. listopadu 1924 Jersey City, New Jersey, USA – 25. srpna 2016) byl americký nahrávací technik. Ačkoliv on sám nebyl aktivním hudebníkem, docházel na lekce hry na trubku. V roce 1959 si postavil vlastní nahrávací studio Van Gelder Studio. Staral se o zvuk při nahrávání u umělců, jako byli John Coltrane (vedle jiných album A Love Supreme z roku 1965, které bylo rovněž nahráno v jeho studiu), Herbie Hancock (album Maiden Voyage z roku 1965, rovněž nahráno v jeho studiu), Stanley Turrentine, Elvin Jones a mnoho dalších.